# Česká komora stavebních ekonomů
Česká komora stavebních ekonomů (ČKSE), vznikla v roce 2002. 
Je sdružením odborníků zabývajících se ekonomikou a přípravou staveb. Cílem komory je dosáhnout standardizace postupů oceňování staveb a stavebních prací a zefektivnění a zprůhlednění zadávání veřejných zakázek. ČKSE spolupracovala na připravované legislativní úpravě vztahující se k oceňování staveb v ČR (prováděcí vyhlášky novely ZVZ).
Jednou z hlavních aktivit ČKSE je stanovení tzv. „mimořádně nízké nabídkové ceny“. Odborné posouzení zpracované ČKSE dává odpověď na otázku, zda je nabídková cena mimořádně nízká nebo ne.